# Grace Wong
Grace Wong Kwan-hing (n. 5 de mayo de 1986) es una actriz, cantante, bailarina y presentadora de televisión hongkonesa. Fue primera finalista en un concurso de belleza de Miss Hong Kong de 2007. Era la concursante # 9, además una delegada extranjera desde Nueva York, Estados Unidos. En el certamen de Miss Internacional 2007, se posicionó en el top 15 durante el desfile de este evento de certamen. Grace ha declarado públicamente que ella profesa la religión cristiana.

## Biografía
Wong nació en Hong Kong y emigró a los Estados Unidos con su familia a la edad de cuatro años. Creció en Brooklyn y Queens en la ciudad de Nueva York. Asistió a Babson College y fue a Hong Kong para un programa de intercambio en la Universidad China de Hong Kong. En 2007, la carrera de Wong comenzó ganando en concursos de belleza. 

## Premios
- 2007: Miss China USA Pageant – Miss Chinese Chamber of Commerce
- 2007: Miss China USA Pageant – primera princesa
- 2007: Miss Hong Kong – primera finalista
- 2007: Miss Hong Kong – Miss International Goodwill
- 2007: Miss Hong Kong – Miss Photogenic
- 2007: Miss International – semifinalista
- 2007: Miss International – Miss Amistad
- 2008: Hunan TV/TVB Strictly Come Dancing Season 2 – First place (shared with partner Yu Haoming)
- 2009: Children Song Awards Presentation – Top 10 Songs – «Sau Wu Tim Sam» (守護甜心)

## Filmografía

### Dramas de televisión
| Título | Año                              | Personaje                         | Notas                                    |
| ------ | -------------------------------- | --------------------------------- | ---------------------------------------- |
| 2009   | Born Rich                        | Elsa Yu Yee-lam                   |                                          |
| 2009   | My Better Half                   | May So Sin-hung                   |                                          |
| 2010   | OL Supreme                       | Margaret Chow Chi-yeuk            |                                          |
| 2010   | Gun Metal Grey                   | Officer Kong Hoi-ching (Leng Bao) |                                          |
| 2011   | Show Me the Happy                | Jackie                            | Episode 34                               |
| 2011   | Relic of an Emissary             | Chuk Yim-yim                      |                                          |
| 2011   | The Life and Times of a Sentinel | Ngan Yeung-suet, Consort Wai      |                                          |
| 2012   | Sergeant Tabloid                 | Officer Kam Sui-na (Goldie)       | Warehoused; released overseas April 2012 |
| 2012   | House of Harmony and Vengeance   | Tai Hor-sau                       |                                          |
| 2012   | Tiger Cubs                       | Fanly Leung Lok-sam               | Episode 8                                |
| 2013   | Friendly Fire                    | Moon                              |                                          |
| 2013   | Awfully Lawful                   | Honey                             |                                          |
| 2013   | Bounty Lady                      | Yam Mo-lin                        |                                          |
| 2013   | Return of the Silver Tongue      |                                   |                                          |